# Antonio Canales
Antonio Canales és el nom artístic d'Antonio Gómez de los Reyes (Sevilla, 1961) un ballarí i coreògraf de flamenc.
Antonio va triar com a cognom artístic el del seu avi, que era un cantant famós de flamenc. Va ser ballarí del Ballet Nacional de España, on es va formar i on al cap d'uns anys va esdevenir figura principal. El 1992 va crear la seva pròpia companyia de ball flamenc, amb qui va crear les seves primeres coreografies. El 2001 va obrir a Alcorcón una escola de flamenc amb el seu nom, que dirigeix però a la qual no fa pas classes.

## Coreografies
- 1992: A ti, Carmen Amaya
- 1992: Siempre flamenco
- 1993: Torrero
- 1996: Gitano, que va ballar amb Sara Baras
- 1997: Grito
- 1998: Bengues, Venus y Narciso
- 1999: Fuerza latina
- 2000: Cenicienta
- 2001: Bailaor
- 2002: Minotauro
- 2003: Carmen, Carmela, amb música de Bizet
- 2006: Musical Flamenco
- 2007: Cambalache